# Cnemidocarpa schumacheri
Cnemidocarpa schumacheri är en sjöpungsart som beskrevs av Monniot 2002. Cnemidocarpa schumacheri ingår i släktet Cnemidocarpa och familjen Styelidae. Inga underarter finns listade i Catalogue of Life.